# آئودی ۱۰۰

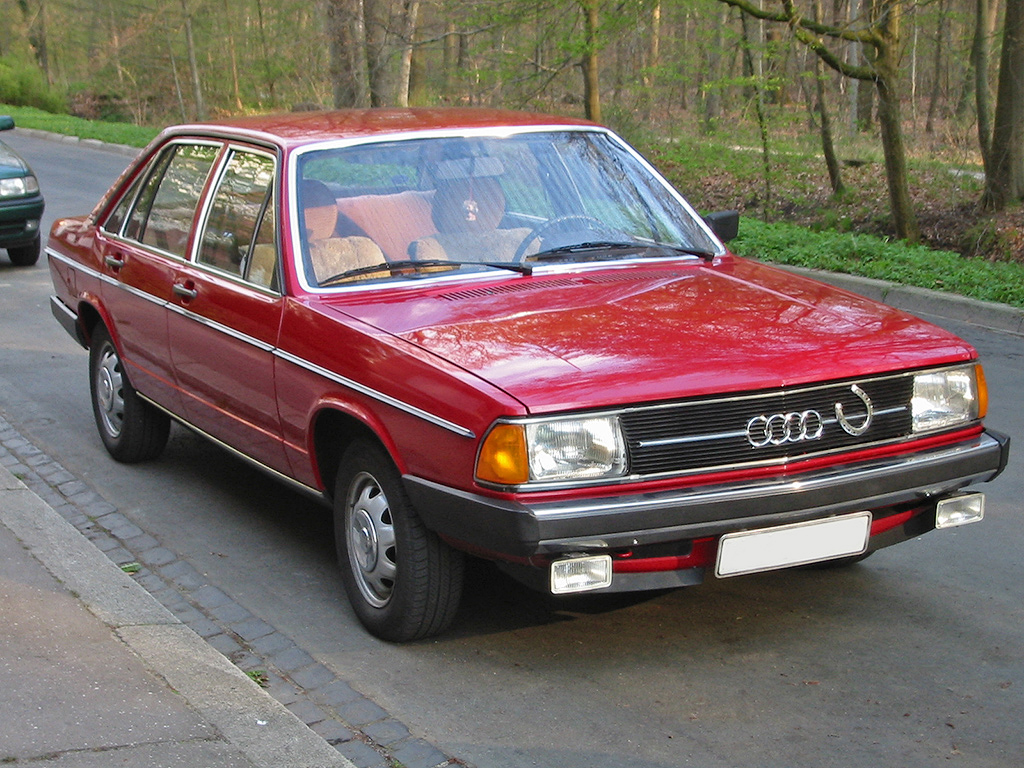
یک دستگاه آئودی ۱۰۰

آئودی ۱۰۰ یکی از مدل‌های شرکت خودرو سازی آئودی است. مدل‌های مختلف آئودی ۱۰۰ بین سال‌های ۱۹۶۸ تا ۱۹۹۴ ساخته شده‌است.
آئودی ۱۰۰ خودرویی است که در زمان خود در بالاترین سطوح تکنولوژی قرار داشته و این خودرو با یک موتور ۱۶۰۰ سی سی (۸۴ اسب بخاری) فولکس واگن در ایران عرضه شد؛ این خودرو اولین خودرویی بوده‌است که با این اندازه و حجم اتاق دارای محرک جلو بوده و چرخ‌های عقب آن فقط بایک اکسل و فنر و موجگیر به اتاق متصل بوده‌است با این حال از نظر تعادل و هندلینگ رتبه بالایی را در خودروهای زمان خود داشته‌است. سیستم کاربراتور آن یکی از پیشرفته ترین‌ها در زمان خود بوده به طوری که با تقریباً ۱۲ سوزن ژیگلور بالاترین راندمان را با کمترین مصرف (میانگین ۸٫۹ لیتر در ۱۰۰ کیلومتر) داشته‌است.
اولین آئودی ۱۰۰ توسط شرکت تابعه فولکس واگن اتحادیه خودرو در اینگل اشتاد تولید شد و در ۲۶ نوامبر ۱۹۶۸ به عنوان یک سدان چهار درب به نمایش درآمد.

## نگارخانه

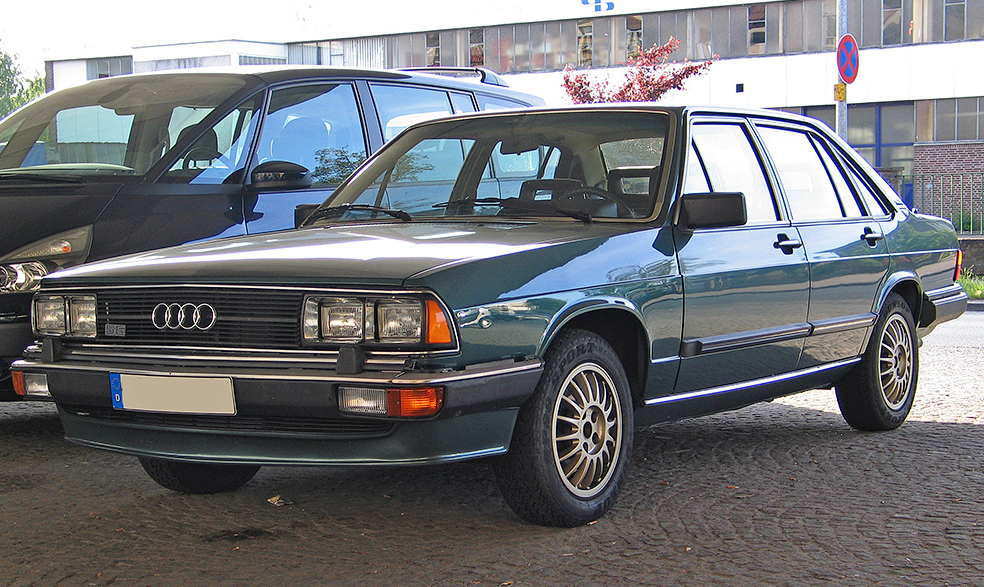
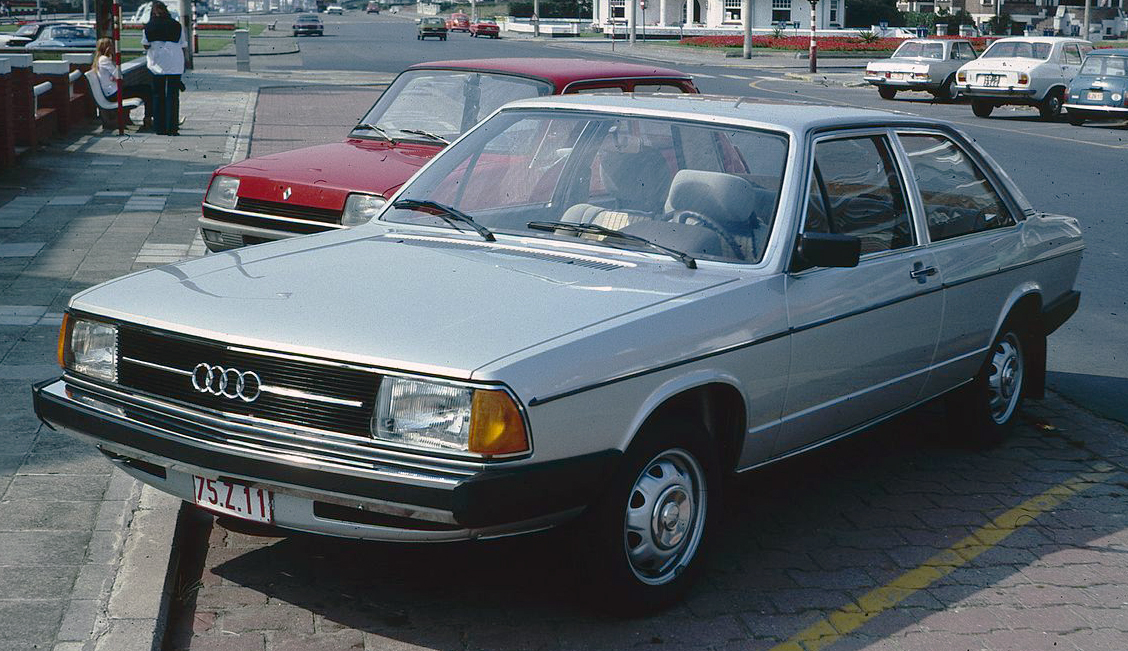
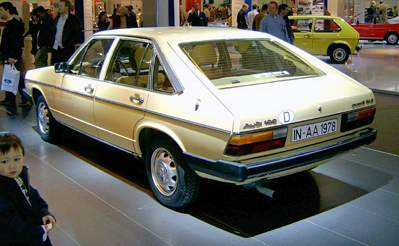

## پیشرانه‌ها
- ۱٫۶ لیتری برای مدل‌های GL و L
- ۲٫۰ لیتری برای مدل‌های GLS و S
- ۲٫۲ لیتری برای مدل‌های